# Galina Borissowna Tjunina

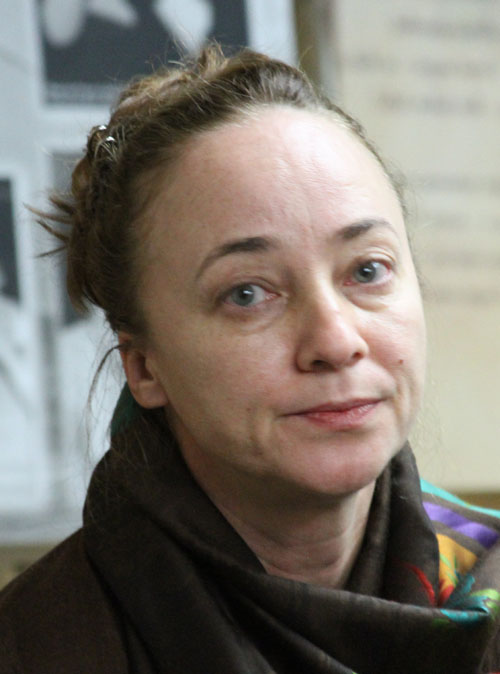
Galina Tjunina

Galina Borissowna Tjunina (russisch Галина Борисовна Тюнина, englische Transkription: Galina Tyunina; * 13. Oktober 1967 in Bolschoi Kamen, Sowjetunion) ist eine russische Schauspielerin, die auch unter ihren Namen Galina Tjunina und Galina Tunina in Besetzungslisten geführt wird. 2004 wurde sie mit dem Titel Verdienter Künstler Russlands (Заслуженный артист Российской Федерации) geehrt.

## Leben
Tjunina wurde durch ihre Rolle als Olga in Wächter der Nacht (2004) und Wächter des Tages (2006) bekannt. Sie hat mit Regisseuren wie Pjotr Fomenko, Sergei Schenowatsch, Iwan Popowski, Jewgeni Kamenkowitsch zusammengearbeitet und war an vielen Produktionen beteiligt. 

## Filmografie
- 1990: Гробовщик
- 1996: Мания Жизели
- 1999: Директория смерти
- 2000: Дневник его жены
- 2002: Щит Минервы
- 2002: Дневник убийцы
- 2003: Игра в модерн
- 2003: Прогулка
- 2004: Медная бабушка
- 2004: Wächter der Nacht – Nochnoi Dozor (Ночной Дозор)
- 2005: Очарование зла
- 2006: Частный заказ
- 2006: В круге первом
- 2006: Wächter des Tages – Dnevnoi Dozor (Дневной дозор)
- 2006: Андерсен. Жизнь без любви
- 2007: 20 сигарет
- 2009: Утро